# Zia Pueblo
Zia Pueblo is een plaats (census-designated place) in de Amerikaanse staat New Mexico.

## Demografie
Bij de volkstelling in 2000 werd het aantal inwoners vastgesteld op 646.

## Geografie
Volgens het United States Census Bureau beslaat de plaats een oppervlakte van
70,8 km², waarvan 70,7 km² land en 0,1 km² water.

## Plaatsen in de nabije omgeving
De onderstaande figuur toont nabijgelegen plaatsen in een straal van 28 km rond Zia Pueblo.